# Trànsit de Mercuri

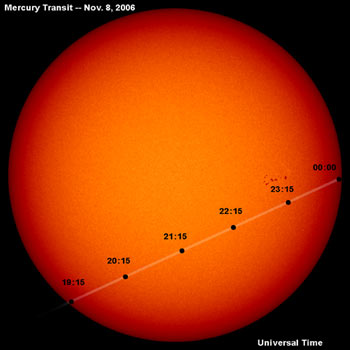
Trànsit de Mercuri del 8 de novembre del 2006

Un trànsit de Mercuri és el pas del planeta Mercuri per davant del Sol, vist des de la Terra. Es produïx quan el Sol, Mercuri i la Terra es troben alineats i en aqueix ordre. Si Mercuri i la Terra orbitaren en el mateix pla, veuríem passar Mercuri pel disc solar cada vegada que Mercuri aconsegueix la mateixa longitud heliocèntrica de la Terra, és a dir, cada vegada que estigués en conjunció inferior, i com el període sinòdic és d'uns 116 dies ocorreria per terme mitjà unes tres vegades per any. Però Mercuri es mou en un pla que forma 7° amb l'eclíptica i, perquè aquest trànsit o pas es produïsca, ha d'estar prop dels nodes de l'òrbita, a més d'estar en conjunció inferior.
La Terra travessa cada any la línia de nodes de l'òrbita de Mercuri el 8-9 de maig i el 10-11 de novembre; si en aqueixa data coincideix una conjunció inferior, hi haurà pas. Hi ha una certa periodicitat en aquests fenòmens, encara que obeeix a regles complexes. És clar que ha de ser múltiple del període sinòdic. Mercuri sol transitar el disc solar, com a mitjana, unes 13 vegades per segle en intervals de 3, 7, 10, 13 anys.
No es tenen referències de passos anteriors a l'invent del telescopi. El primer a observar un trànsit de Mercuri va ser Pierre Gassendi, en un pas que Kepler havia previst per al 7 de novembre del 1631. Durant un pas, el planeta penetra en el disc per l'est i ix per l'oest, i es tracta d'un moviment retrògrad, tal com ens explica la teoria heliocèntrica de Copèrnic. Urbain Le Verrier, estudiant les observacions dels passos de Mercuri des del 1631 fins a mitjans del segle xix, va descobrir l'avanç del periheli de Mercuri que tantes implicacions ha tingut en la teoria de la relativitat d'Einstein i en la història de l'astronomia.
Els passos de Mercuri pel disc solar en el passat segle xx són els següents:
| 12 de novembre de 1907 | 7 de novembre de 1914  | 7 de maig de 1924      | 10 de novembre de 1927 |
| 11 de maig de 1937     | 12 de novembre de 1940 | 14 de novembre de 1953 | 5 de maig de 1957      |
| 6 de novembre de 1960  | 9 de maig de 1970      | 10 de novembre de 1973 | 12 de novembre de 1986 |
| 6 de novembre de 1993  | 15 de novembre de 1999 |                        |                        |

Es poden saber els passos del segle pròxim només sumant 46 anys, però açò és només aproximat perquè el trànsit del 1937, que quasi va ser només un acostament, no es va repetir el 1983. Un període de 217 anys és més exacte, però és tan llarg que no té utilitat.
Els passos de Mercuri pel disc solar en el segle xxi són els següents:
| 7 de maig de 2003      | 8 de novembre de 2006  | 9 de maig de; 2016     | 11 de novembre de 2019 |
| 13 de novembre de 2032 | 7 de novembre de 2039  | 7 de maig de 2049      | 9 de novembre de 2052  |
| 10 de maig de 2062     | 11 de novembre de 2065 | 14 de novembre de 2078 | 7 de novembre de 2085  |
| 8 de maig de 2095      | 10 de novembre de 2098 | 12 de maig de 2108     | 14 de novembre de 2111 |